# Patan (Baitadi)
Patan (nep. पाटन नगरपालिका, trl. Pāṭan, trb. Patan) – gaun wikas samiti w zachodniej części Nepalu w strefie Mahakali w dystrykcie Baitadi. Według nepalskiego spisu powszechnego z 2011 roku liczył on 1134 gospodarstwa domowe i 5217 mieszkańców (2817 kobiet i 2400 mężczyzn).